# Chamberlain (Uruguai)
Chamberlain é uma localidade uruguaia do departamento de Tacuarembó, na zona sul do departamento. Está situada a 118 km da cidade de Tacuarembó, capital do departamento. e a 14 km da  sede do município.

## População
Segundo o censo de 2011 a localidade contava com uma população de 52 habitantes.
| Variação demográfica do município entre 1963 e 2011 |
|                                                     |

## Geografia
Chamberlain se situa próxima das seguintes localidades: ao norte, Cardozo, a nordeste, Tiatucurá (departamento de Paysandú) a sul, Paso de los Toros  e a sudeste, Carlos Reyles (departamento de Durazno).

## Religião
A cidade possui a capela "Sagrada Família", pertencente à Paróquia "Santa Isabel" de Paso de los Toros, subordinada à Diocese de Tacuarembó.

## Autoridades
A localidade é subordinada ao município de Paso de los Toros.

## Transporte
A localidade possui as seguintes rodovias:
- Ruta 05, que liga Montevidéu à Rivera (Fronteira Brasil-Uruguai - e a BR-158 em Santana do Livramento)
- Ruta 20, que liga a cidade de Nuevo Berlín (Departamento de Río Negro) à cidade [8][9][10]